# Ruševine crkve sv. Andrije
Ruševine crkve sv. Andrije nalaze se u mjestu Baćina na predjelu Sladinac. Ostaci su to ranokršćanske crkve bazilikalnog tipa, prema tradiciji posvećene sv. Andriji, a koja je bila dio većeg cemeterijalnog kompleksa, nastalog u sklopu djelovanja naronitanske biskupije. Crkva pripada tipu jednobrodne bazilike 6. stoljeća sa širokom potkovičastom apsidom, bočnim nadogradnjama, te konfesijom za pohranu relikvija. U ranom srednjem vijeku, promjenom svodne konstrukcije, nekadašnja bazilika pretvara se u predromaničku crkvu presvođenu bačvastim svodom, raščlanjenu bačvasto presvođenim nišama. Crkva sv. Andrije morala je biti glavno svetište i mjesto ukopa jednog od antičkih naselja, evidentiranih na području Baćine.

## Zaštita
Pod oznakom Z-4466 zavedeno je kao nepokretno kulturno dobro – pojedinačno, pravna statusa zaštićena kulturnog dobra, klasificirano kao »kopnena arheološka zona/nalazište«.